# Комсомолець (Ігринський район)
Комсомо́лець (рос. Комсомолец) — присілок (колишнє селище) в Ігринському районі Удмуртії, Росія.

## Населення
Населення — 439 осіб (2010; 487 в 2002).
Національний склад станом на 2002 рік:
- удмурти — 64 %
- росіяни — 33 %

## Урбаноніми[3]
- вулиці — 1-а Набережна, 2-а Набережна, Паркова, Південна, Північна, Сибірська, Сонячна, Ставкова, Шкільна
- провулки — Шкільний